# Westfälisches Viertel

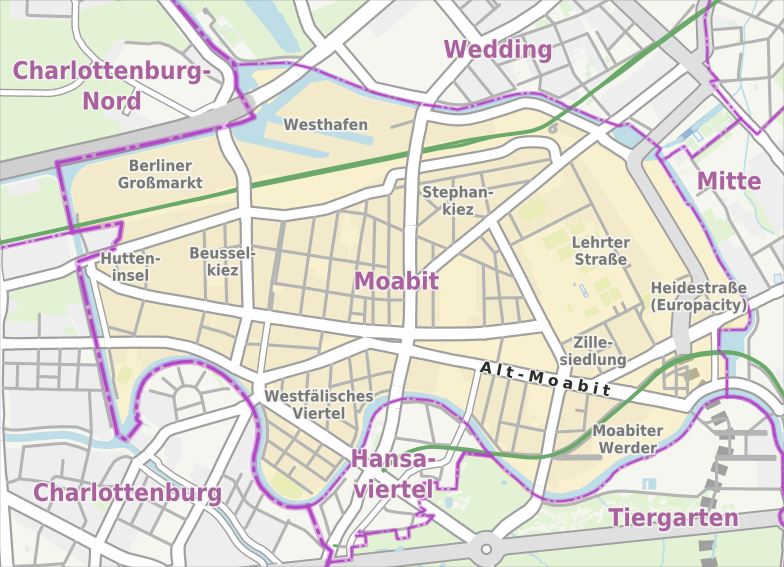
Das Westfälische Viertel im Süden von Moabit

Das Westfälische Viertel (auch Rheinisch-Westfälisches Viertel oder Südkiez genannt) im Berliner Ortsteil Moabit ist ein überwiegend als Wohnviertel genutztes Stadtquartier. Der Name leitet sich von den Straßenbezeichnungen im Viertel ab, die teilweise nach Städten im heutigen Nordrhein-Westfalen benannt sind (z. B. Essener Straße und Dortmunder Straße).

## Lage

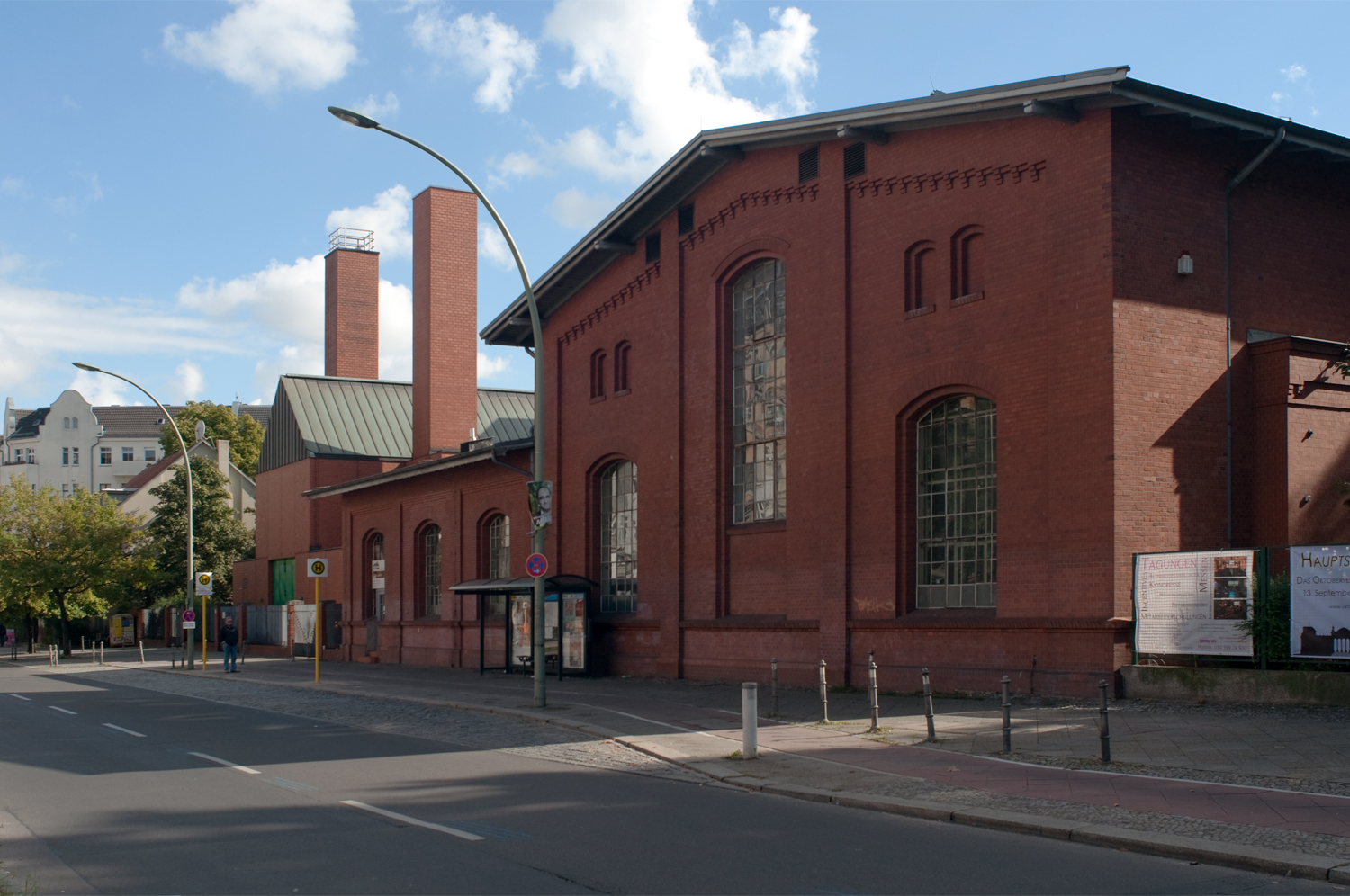
Das ehemalige Pumpwerk VIII am westlichen Ende des Viertels wird heute als Veranstaltungsort genutzt

Das Viertel wird im Norden von der Straße Alt-Moabit, im Süden von der Spree, im Westen von der Gotzkowskystraße und im Osten von der Stromstraße begrenzt. Teilweise bezieht sich die Bezeichnung auch nur auf den Bereich nördlich der Levetzowstraße und östlich der Jagowstraße. Gegenüber auf der anderen Spreeseite liegen die Ortsteile Hansaviertel und Charlottenburg.

## Geschichte

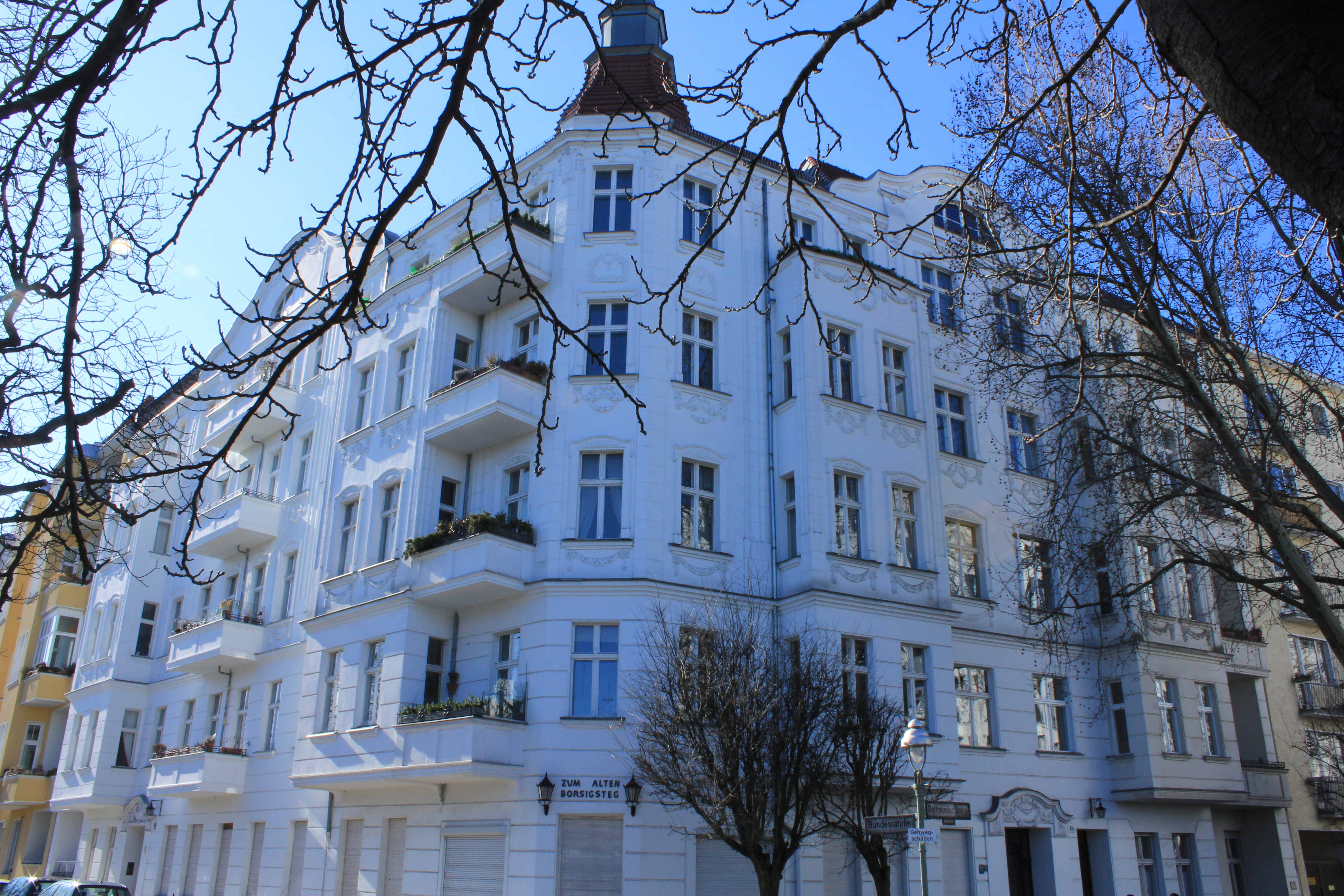
Kneipe am Spreeufer mit Hinweis auf die ehemalige Brücke

Auf dem Gebiet befand sich das Eisenwerk der Firma Borsig, das hier von 1849 bis zur Verlagerung nach Tegel 1898 produzierte. Borsig fertigte vor allem Schmiedestücke, Stabeisen und Kesselbleche für die Lokomotivproduktion an der Chausseestraße, um sich von den britischen Schmiedeeisenlieferungen unabhängig zu machen. Nachdem man die Abteilungen des Eisenwerks zum 1862 eröffneten Hüttenwerk „Hedwigswunsch“ in Oberschlesien verlegt hatte, konzentrierte man sich in Moabit auf den Lokomotivbau. Das Werk wurde 1875 mit einer werkseigenen Bahn durch Neu-Moabit an die Ringbahn angeschlossen.
Die Straßen des Viertels entstanden bei der planmäßigen Erschließung des aufgelassenen Borsigschen Fabrikgeländes durch die Neu-Bellevue-Actiengesellschaft für Grundstücksverwertung, die ab 1902 eine Parzellierung der Grundstücke durchführte. Benannt wurden sie am 13. und 14. April 1904 nach Städten aus dem damals „Rheinisch-Westfälisches Industriegebiet“ genannten westdeutschen Raum um das heutige Ruhrgebiet sowie dem Bundesrat im Deutschen Reich. Das Grundstück der Borsigvilla an der Ecke Alt-Moabit und Stromstraße mit dem von Peter Joseph Lenné gestalteten, bis an das Spreeufer heranreichenden Park, wurde erst 1911 in die Bebauung einbezogen. Ähnlich dem Hansaviertel plante die Terraingesellschaft den Aufbau eines bürgerlichen Wohnviertels. Die baureifen Grundstücke wurden – oftmals erst nach der Baueingabe – an einzelne Bauunternehmer veräußert. Bei Ausbruch des Ersten Weltkriegs war das neuentstandene Wohnviertel bis auf das östliche Teilstück der Essener Straße durchweg mit fünfgeschossigen Wohnhäusern bebaut. Neben den üblichen Mietshäusern ist auch der auf dem Genossenschaftsgedanken basierende Reformwohnungsbau vertreten. Der „Essener Park“ ist der letzte Rest des Parks auf dem Borsiggelände.
Bis zum April 1945 verband der Borsigsteg die Dortmunder Straße im Ortsteil Moabit mit der Flensburger Straße im Hansaviertel.

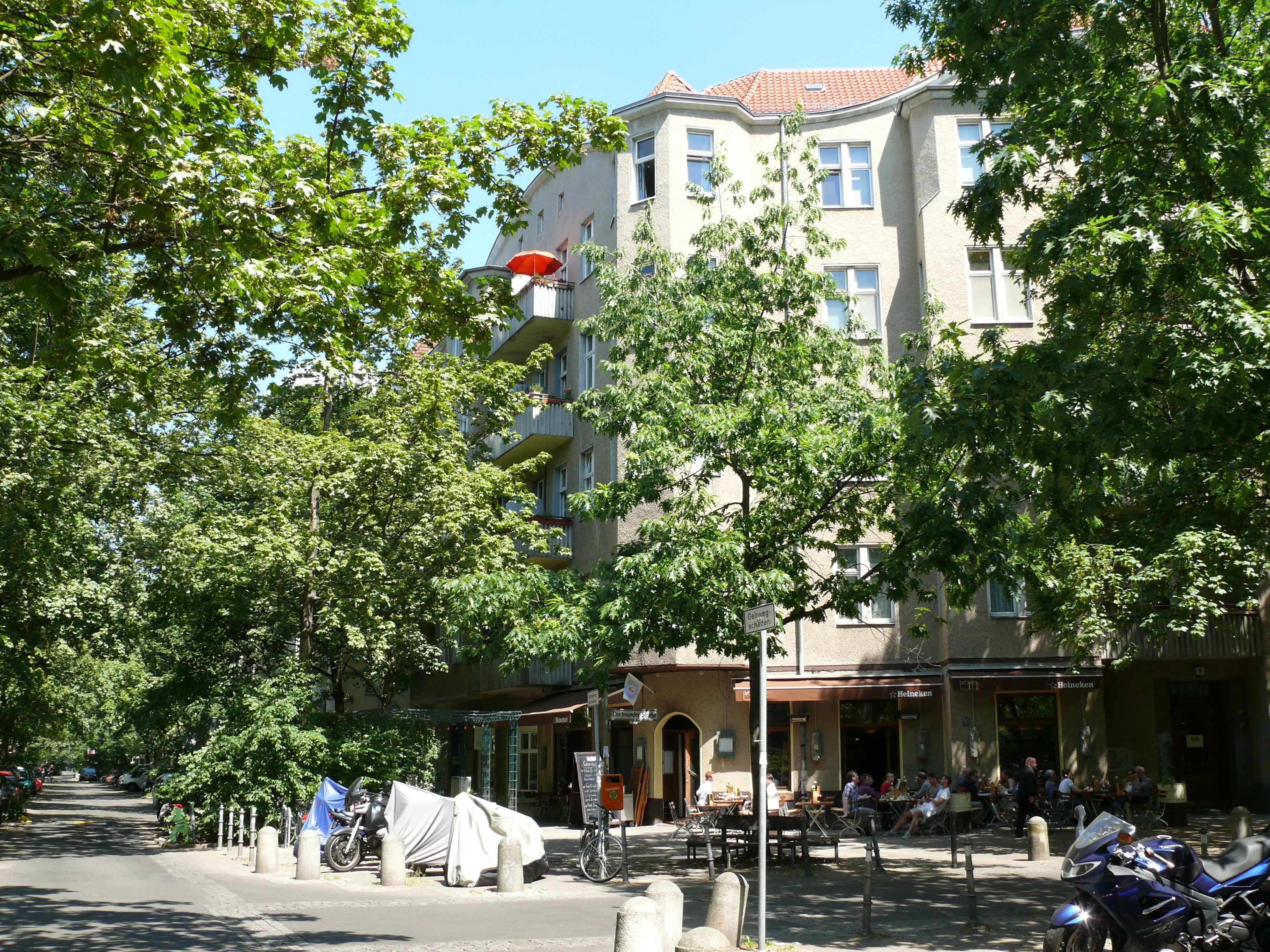
Dortmunder Straße Ecke Elberfelder Straße
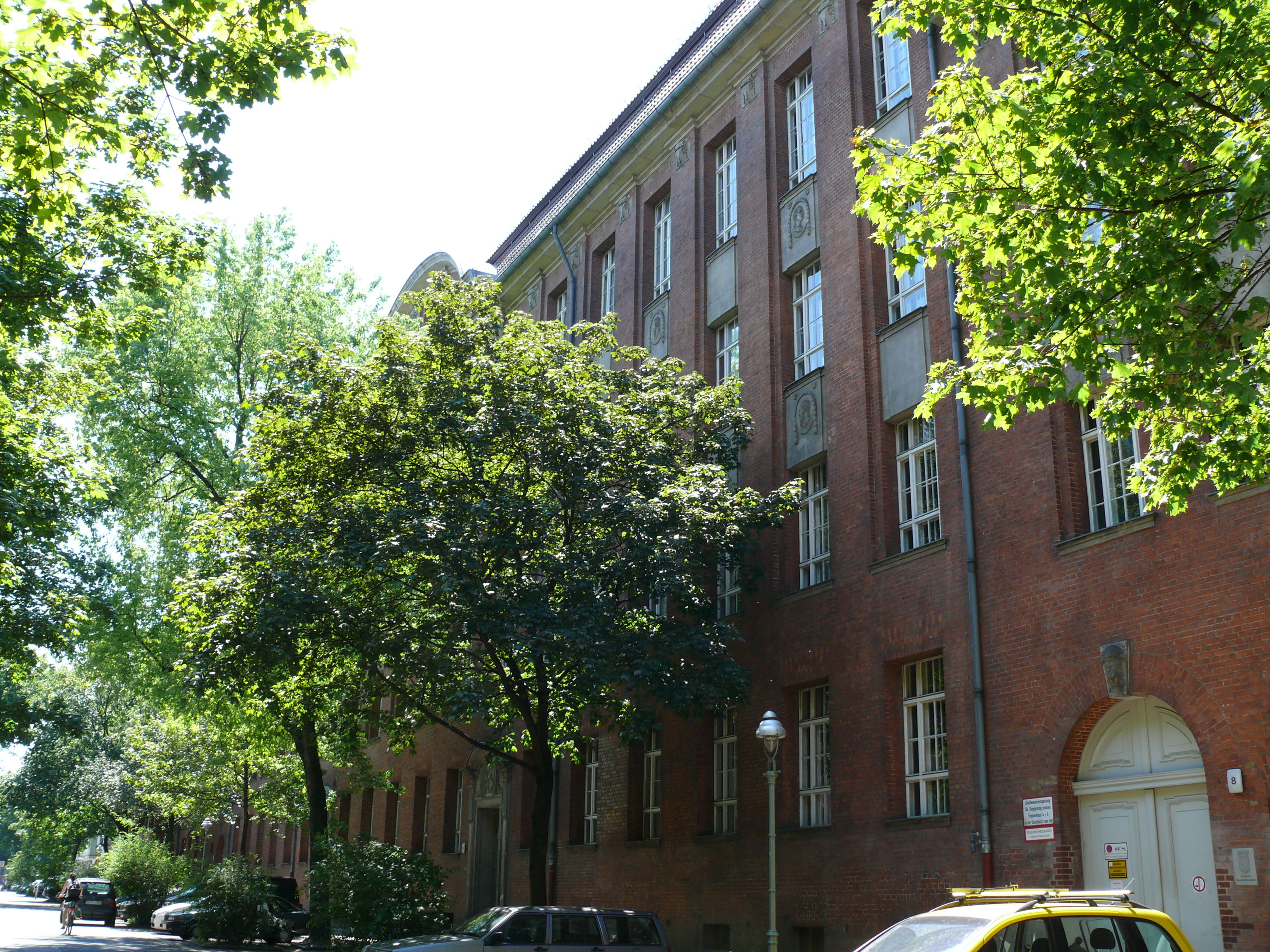
Technikerschule in der Bochumer Straße
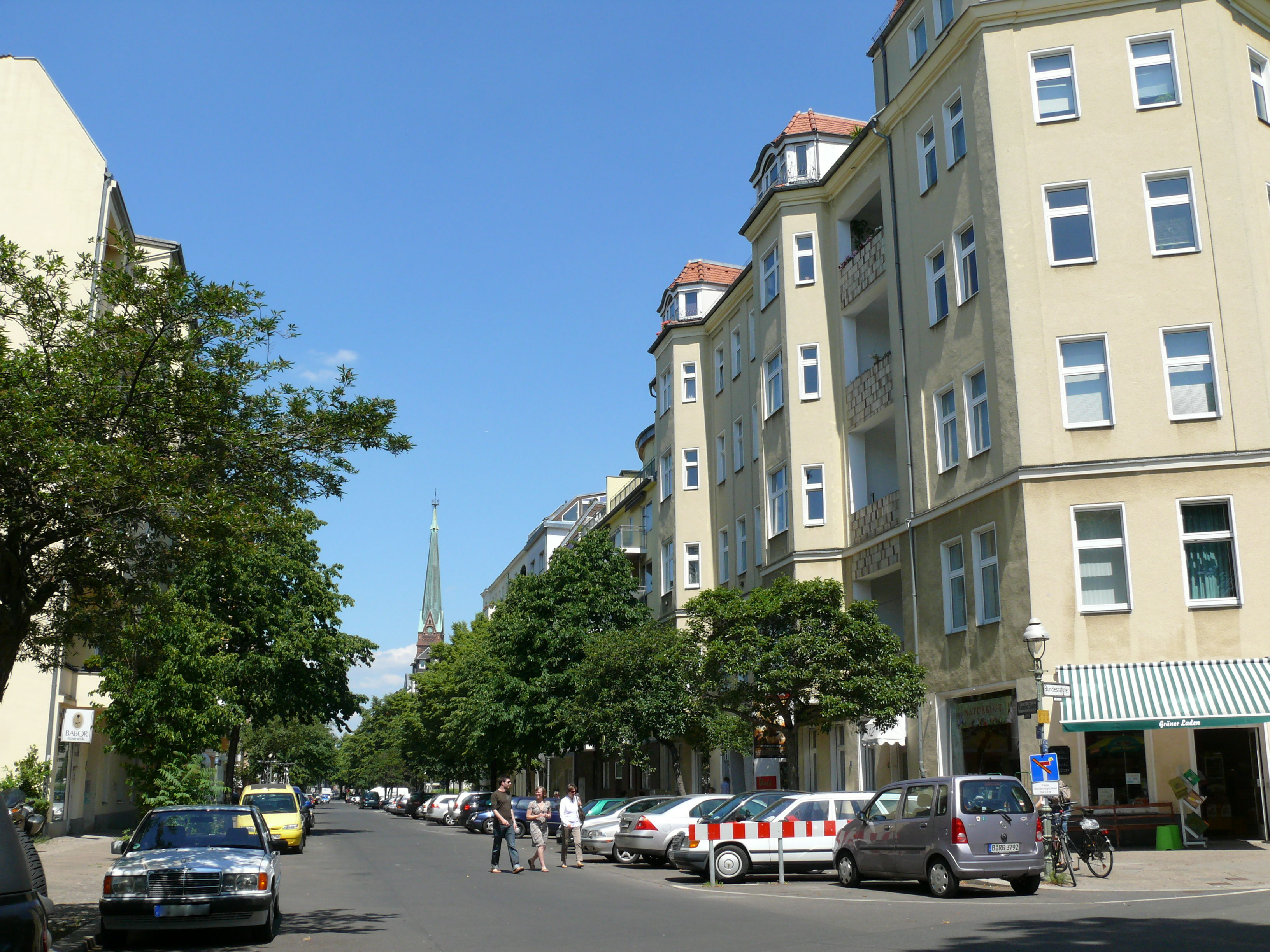
Krefelder Straße
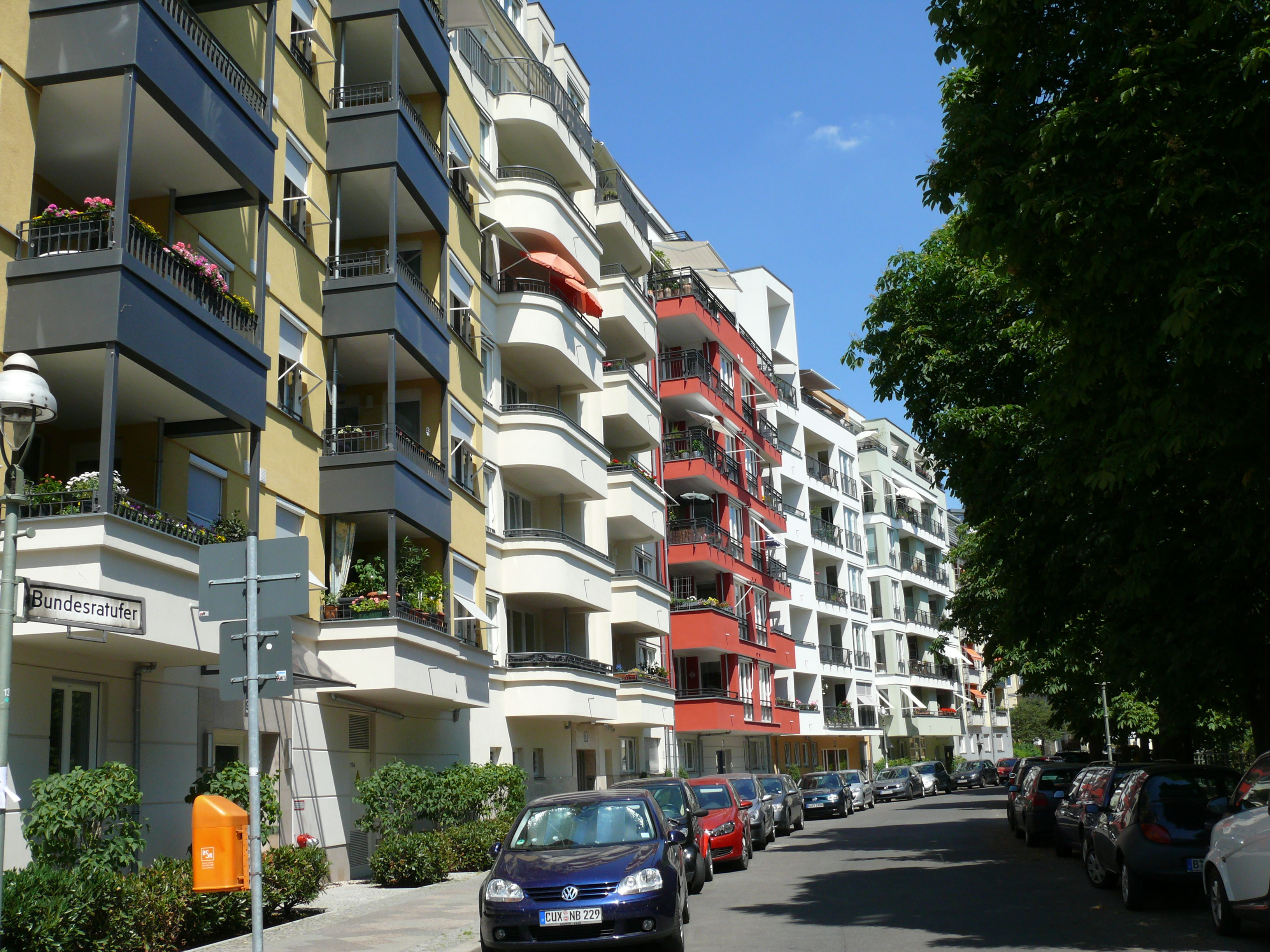
Am Bundesratufer
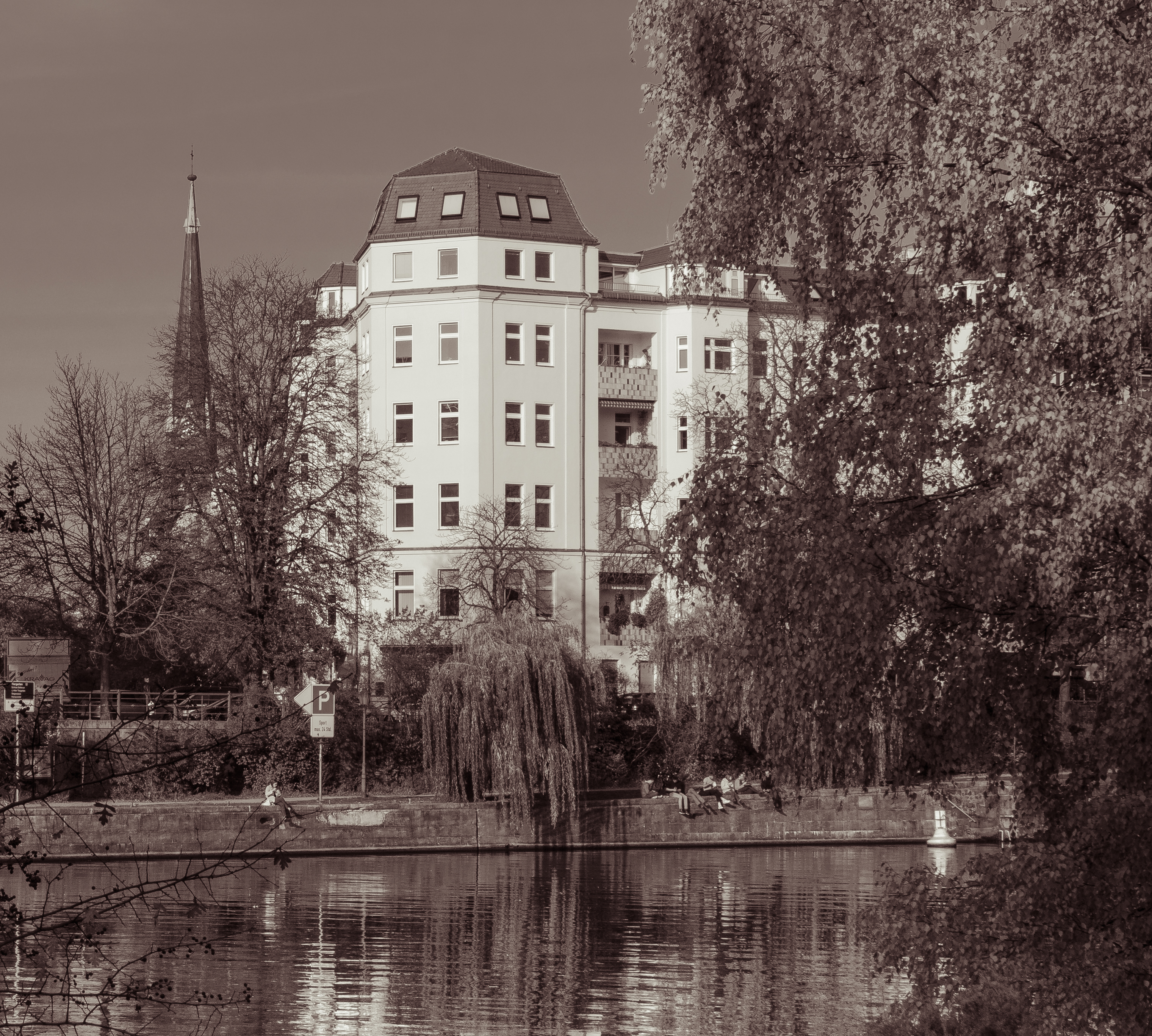
Bundesratufer Ecke Krefelder Straße
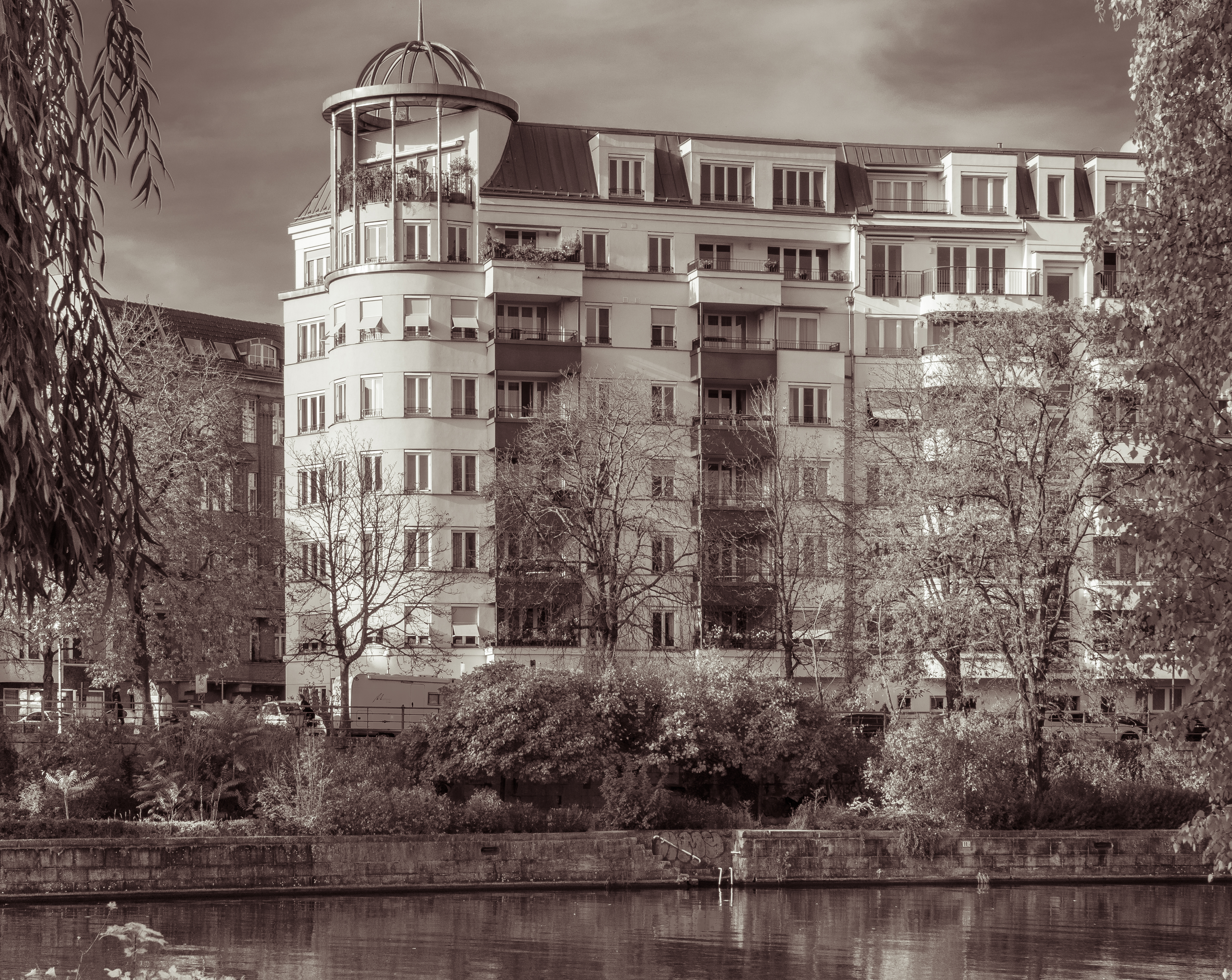
Bundesratufer Ecke Bochumer Straße
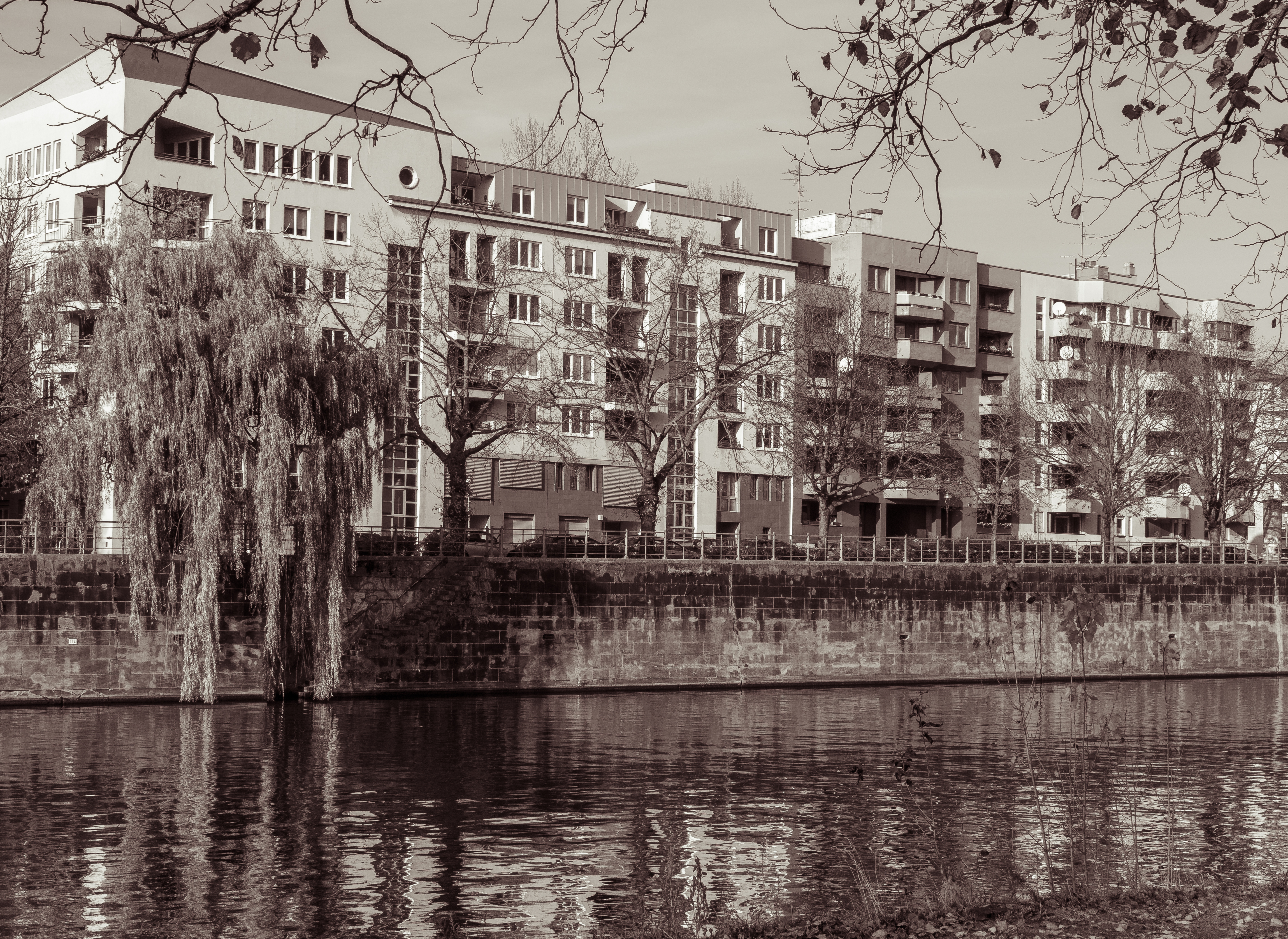
Hansa-Ufer Ecke Tile-Wardenberg-Straße
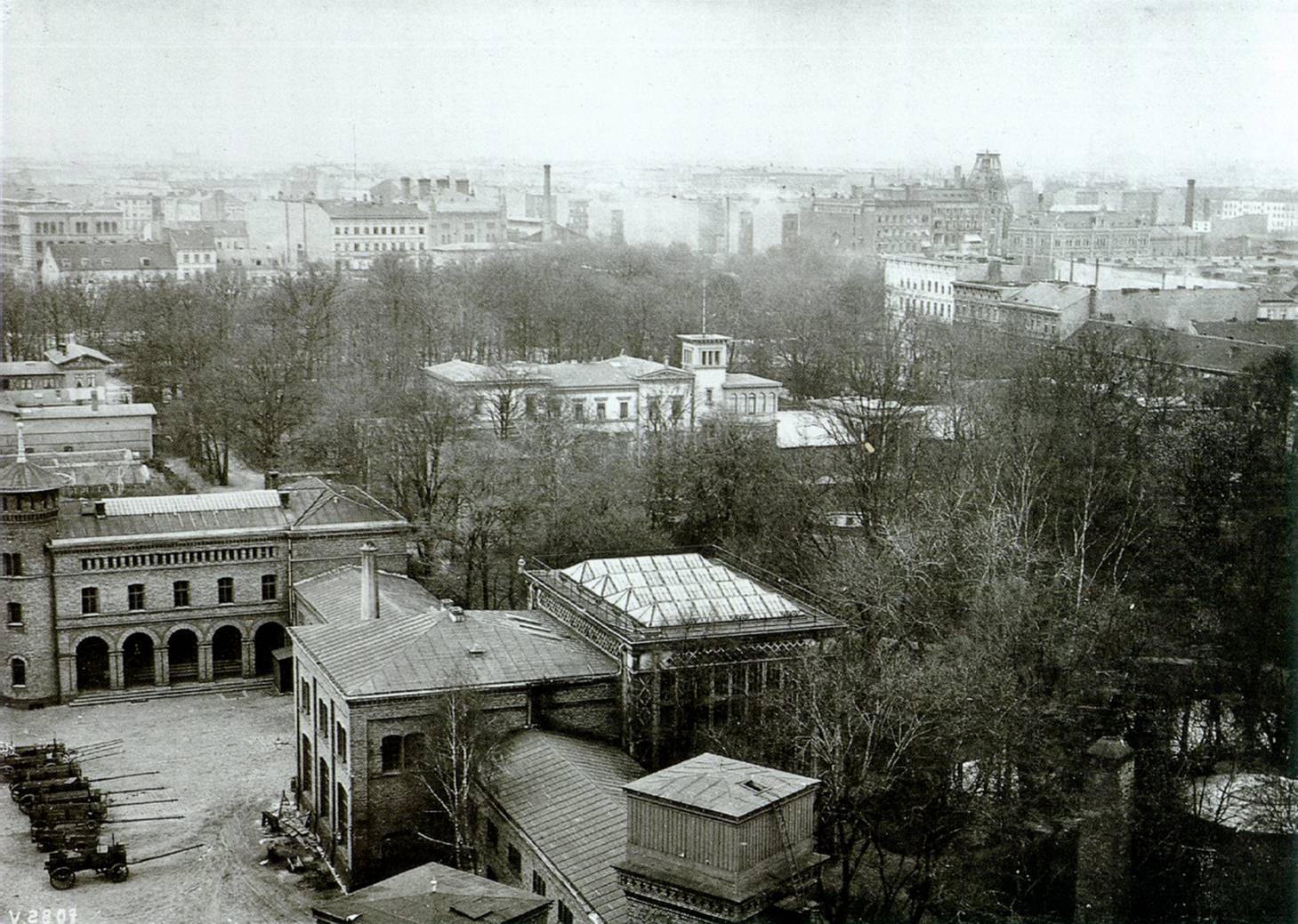
Villa Borsig vom Schornstein der Fabrik aus gesehen
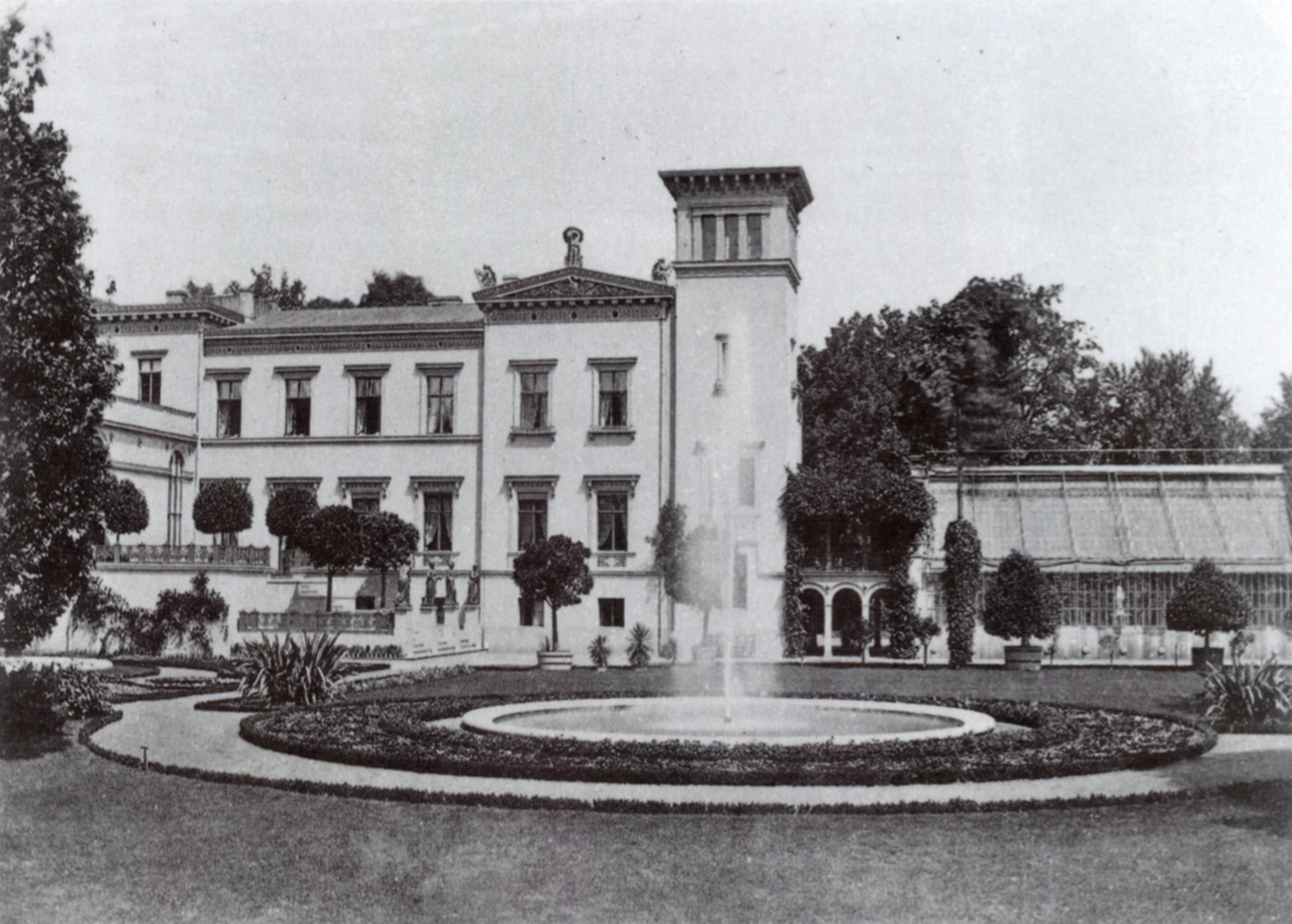
Villa Borsig vor 1867
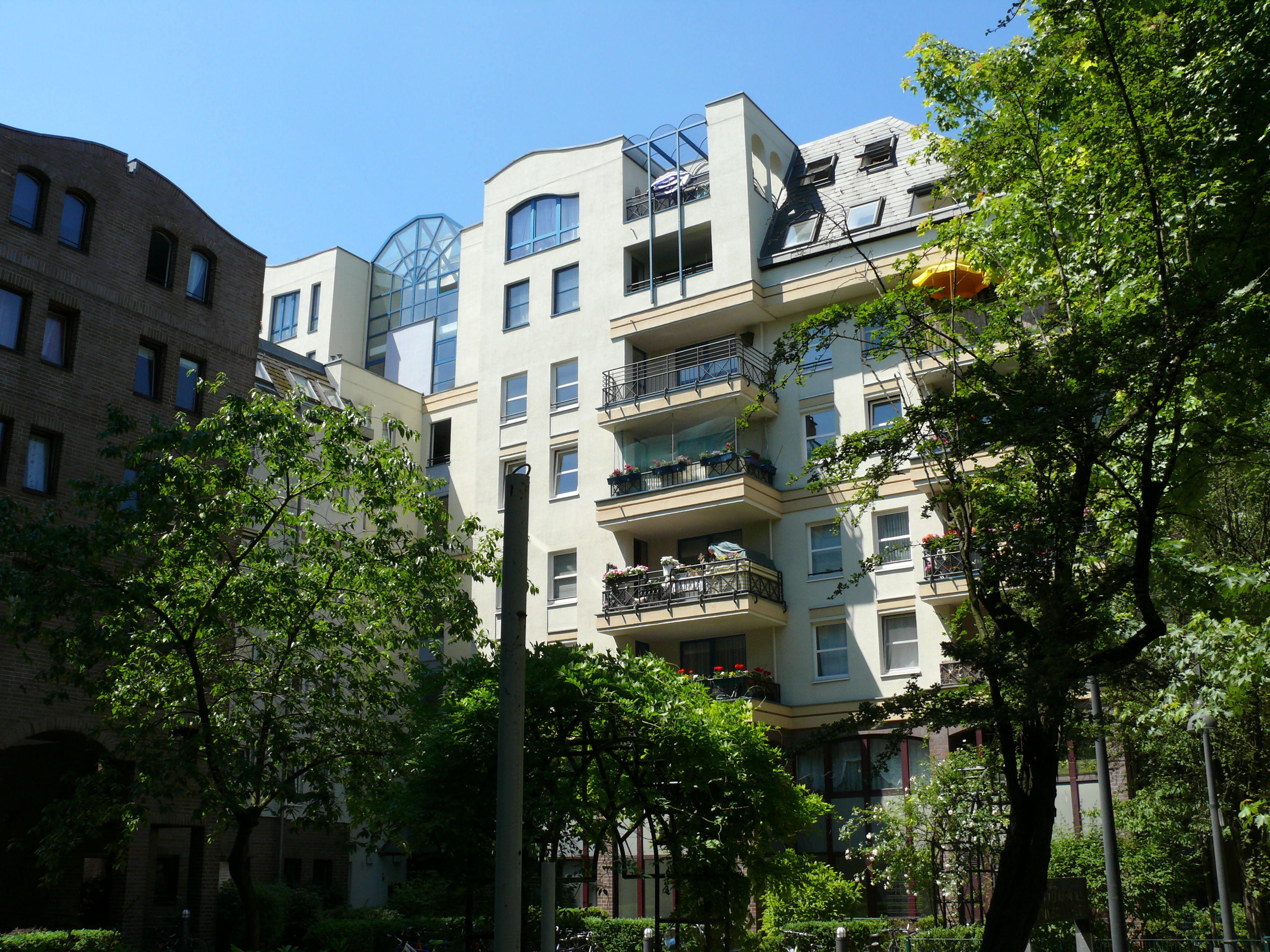
Dortmunder Straße
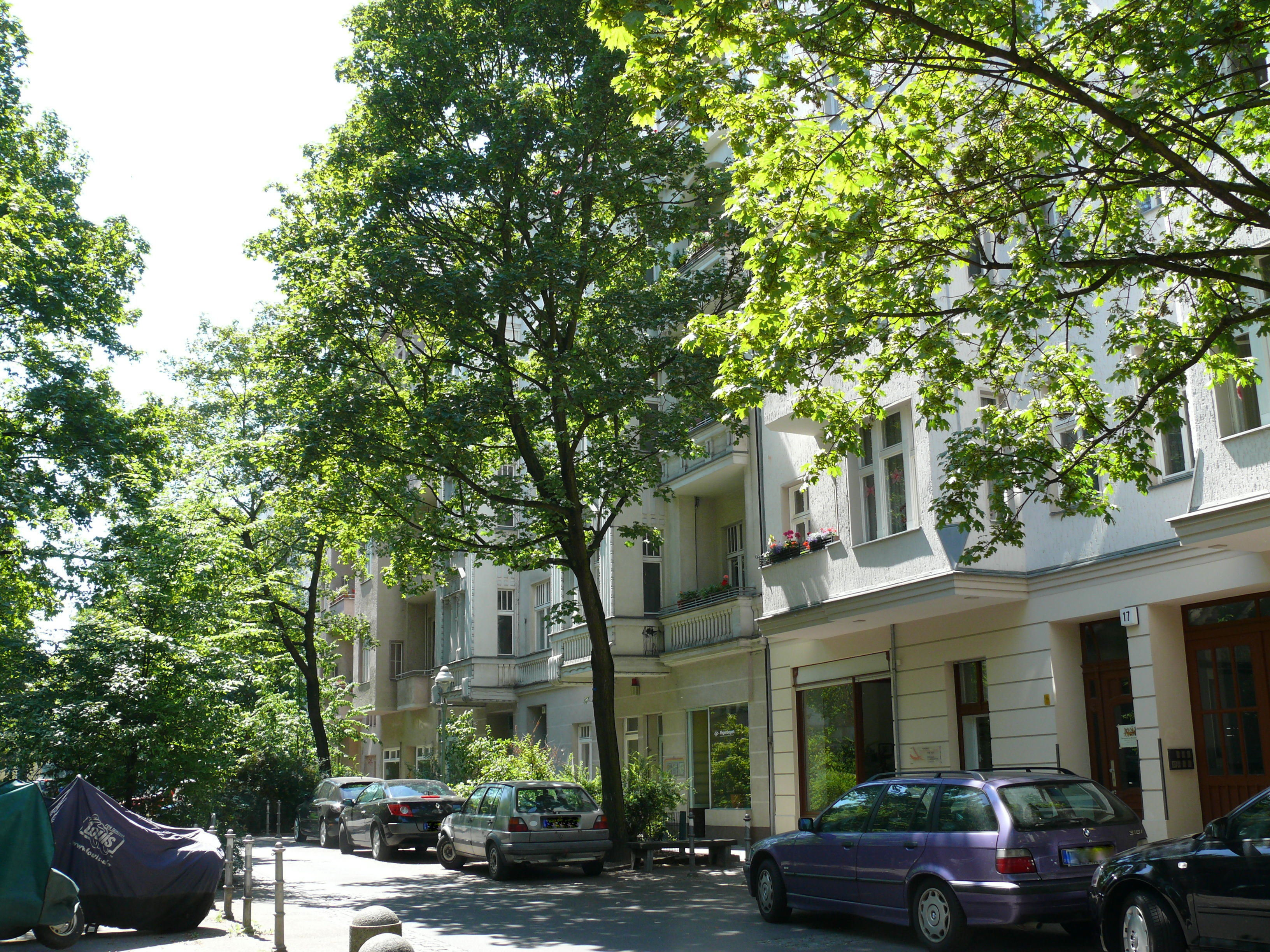
Elberfelder Straße
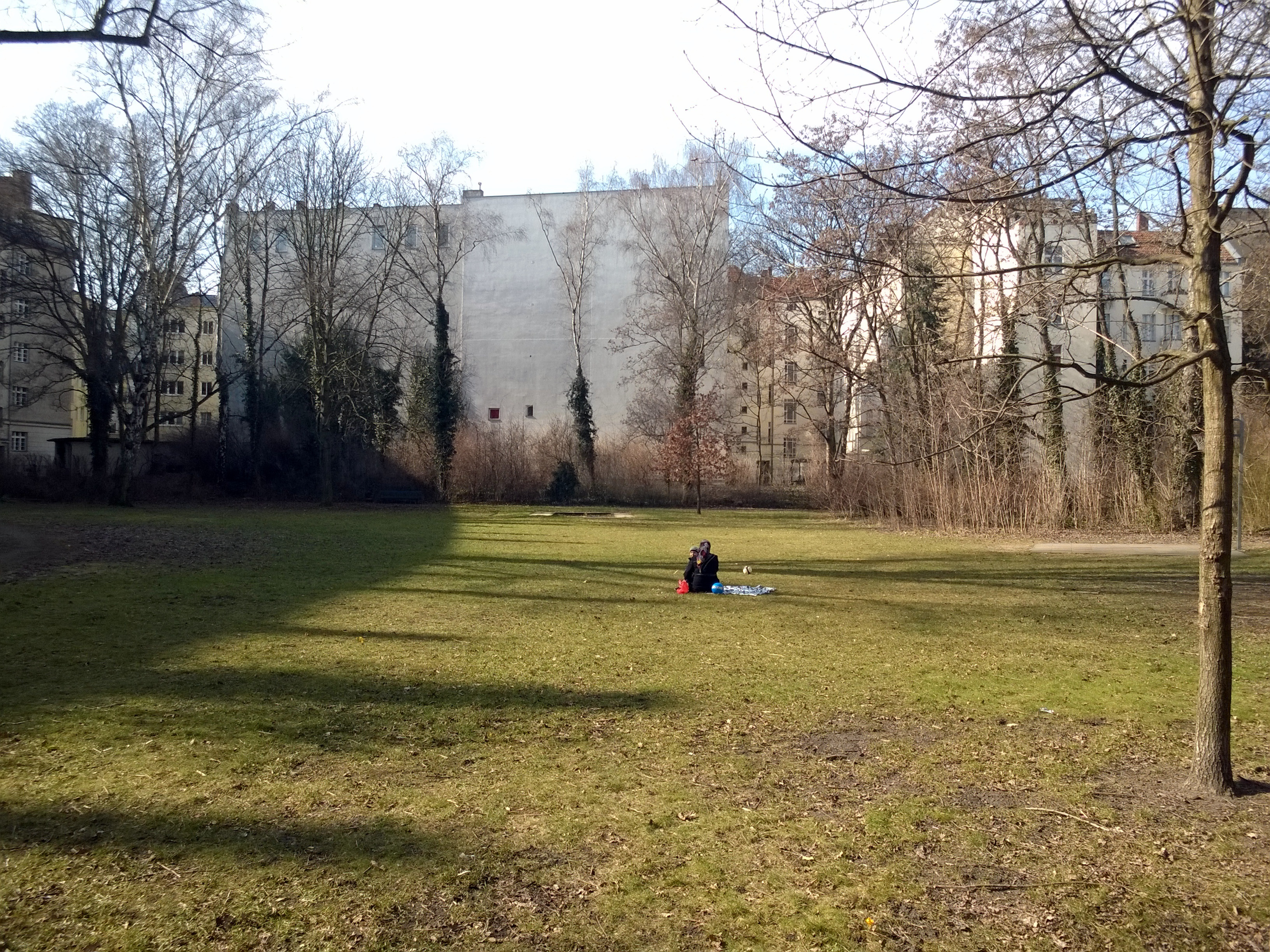
Essener Park

## Verkehr
Das Viertel ist durch die Straßen Alt-Moabit, Levetzowstraße und Stromstraße für den Individualverkehr erschlossen. Alle übrigen Straßen sind entweder als Tempo-30-Zone oder als verkehrsberuhigter Bereich ausgewiesen.
Hauptknoten für den öffentlichen Nahverkehr ist der U-Bahnhof Turmstraße, der von der U-Bahn-Linie U9, der Tramlinie M10 sowie zahlreichen Buslinien bedient wird. Auf der Levetzowstraße verkehrt außerdem die Buslinie 106.